# Zen Guerrilla
Zen Guerrilla est un groupe américain de rock, originaire du Delaware, actif entre 1998 et 2003.

## Histoire
Le groupe est formé en 1989 dans le Delaware par Marcus Durant (chant), Andy Duvall (batterie), Carl Home (basse) et Rich Millman (guitare). Le style du groupe, une fusion de blues, de gospel et de rock 'n' roll, est remarqué par Jello Biafra, qui les met sous contrat avec son Alternative Tentacles en 1995, publiant le deuxième album Positronic Raygun et la réédition des deux premiers EP Invisible « Liftee » Pad/Gap-Tooth Clown. En 1999, c'est au tour de leur troisième album studio Trance State in Tongues, qui sort aux États-Unis chez Sub Pop et en Europe chez Epitaph. Zen Guerrilla a ensuite sorti son dernier album, Shadows on the Sun, avant de se séparer en 2003.
Andy Duvall et Rich Millman poursuivent leurs activités au sein de Carlton Melton.

## Discographie

### Albums studio
- 1995 : Zen Guerrilla
- 1998 : Positronic Raygun
- 1999 : Trance State in Tongues
- 2001 : Shadows on the Sun

### Compilation
- 1997 : Invisible "Liftee" Pad/Gap-Tooth Clown

### EP
- 1995 : Creature Double Feature
- 1996 : Invisible Liftee Pad
- 1996 : Gap-Tooth Clown
- 2002 : Plasmic Tears and the Invisible City

### Singles
- 1993 : Pull/Nile Song
- 1994 : Crow/Unusual
- 1997 : Trouble Shake/Change Gonna Come
- 1999 : Ghetto City Version/Hungry Wolf
- 2000 : Mama's Little Rocket
- 2000 : Dirty Mile/Ham and Eggs
- 2000 : Pocketful of String/Wigglin' Room
- 2000 : The Seeker/Half Step
- 2001 : Mob Rules/The Trooper